# De Zoom–Kalmthoutse Heide

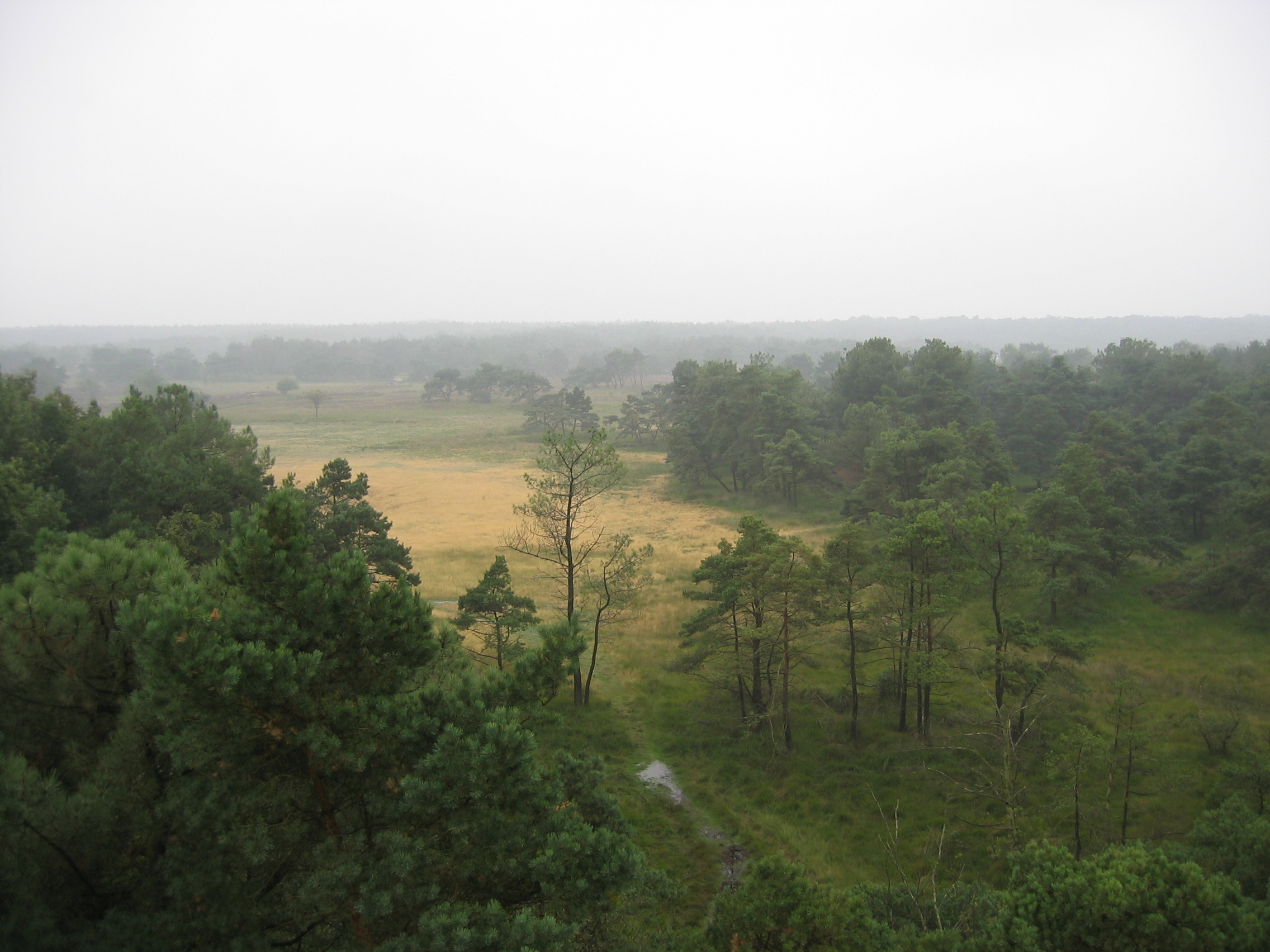
Kalmthout Heath

De Zoom–Kalmthoutse Heide, là một vườn quốc gia nằm ở hai quốc gia Bỉ-Hà Lan. Đây là sự sáp nhập hai vườn quốc gia trước đây gồm Kalmthoutse Heide ở Bỉ và De Zoom ở Hà Lan), cùng với việc mở rộng 37,50 kilômét vuông (14,5 mi²). Một phần lớn diện tích của vườn quốc gia này là thạch nam.
Vườn quốc ga này được quản lý bởi một ủy ban đặc biệt với đại diện của Bỉ và Hà Lan. Vườn quốc gia này thuộc sở hữu của bang Flanders, đô thị Kalmthout, Staatsbosbeheer, Natuurmonumenten và nhiều tư nhân khác. Phần nổi tiếng nhất nằm ở Bỉ, phía bắc tỉnh Antwerp (Kalmthout và Essen). Phía Hà Lan gồm các đô thị Woensdrecht (tỉnh Noord-Brabant) và đến các làng Huijbergen và Putte.